# Багрицовщина
Багрицо́вщина (бел. Багрыцо́ўшчына) — деревня в составе Станьковского сельсовета Дзержинского района Минской области Беларуси. Деревня расположена в 10 километрах от Дзержинска, 36 километрах от Минска и 12 километрах от железнодорожной станции Койданово.

## История
Известна с середины XIX—начала XX века как деревня в Станьковской волости Минского уезда Минской губернии. В 1858 году насчитывалось 42 жители мужского пола, владение графов Чапских, в составе Станьковского ключа. В 1897 году — 23 двора, 115 жителей. В 1909 году — 29 дворов, 161 житель, в 1917 году — 36 дворов, 198 жителей.
С 9 марта 1918 года в составе провозглашённой Белорусской Народной Республики, однако фактически находилась под контролем германской военной администрации. С 1 января 1919 года в составе Советской Социалистической Республики Белоруссия, а с 27 февраля того же года в составе Литовско-Белорусской ССР, летом 1919 года деревня была занята польскими войсками, после подписания рижского мира — в составе Белорусской ССР. С 20 августа 1924 года — деревня в Станьковском сельсовете Койдановского района Минского округа. С 29 июня 1932 года в Дзержинском районе, с 31 июля 1937 года — в Минском, с 4 февраля 1939 года вновь в Дзержинском районе, с 20 февраля 1938 года — в Минской области. В 1926 году — 28 дворов, 129 жителей. В годы коллективизации организован колхоз.
В Великую Отечественную войну с 28 июля 1941 года до 7 июля 1944 года под немецко-фашистской оккупацией. Во время войны на фронте погибли 17 жителей деревни. В 1960 году — 123 жителя, входила в колхоз имени Ленина.

## Население
| Численность населения (по годам) | Численность населения (по годам) | Численность населения (по годам) | Численность населения (по годам) | Численность населения (по годам) | Численность населения (по годам) | Численность населения (по годам) | Численность населения (по годам) |
| 1897                             | 1909                             | 1917                             | 1926                             | 1960                             | 1999                             | 2004                             | 2010                             |
| -------------------------------- | -------------------------------- | -------------------------------- | -------------------------------- | -------------------------------- | -------------------------------- | -------------------------------- | -------------------------------- |
| 115                              | ↗161                             | ↗198                             | ↘129                             | ↘123                             | ↘35                              | ↘29                              | ↘19                              |
| 2017                             | 2018                             | 2020                             |                                  |                                  |                                  |                                  |                                  |
| ↗44                              | ↗47                              | ↗49                              |                                  |                                  |                                  |                                  |                                  |